# プレミアアンチエイジング
プレミアアンチエイジング株式会社（英: Premier Anti-Aging Co.,Ltd.、略称PA）は、日本の東京都港区に本社を置くアンチエイジングカンパニー。化粧品・健康食品及びリカバリーウェアの企画、開発、輸出入、通信販売、卸及び小売業務を展開。

## 沿革
- 2009年12月、プレミアアンチエイジング株式会社を設立

- 2010年2月、化粧品販売事業を開始。「DUO（デュオ）」ブランドローンチ
- 2010年2月、DUO（デュオ）誕生。「ザ クレンジングバーム」を通信販売にて販売開始
- 2010年5月、DUO「ザ クレンジングバーム」がモンドセレクション金賞受賞
- 2010年11月、DUO「ザ クレンジングバーム」が日本最大のコスメ・美容のクチコミサイト「その他クレンジング部門」で初の第1位受賞。その後、10年連続で首位をキープ

- 2011年10月、化粧品卸売業者と代理店契約を締結し、バラエティストアを筆頭とした小売店への販売を開始

- 2012年7月、本社を六本木ヒルズけやき坂テラスに移転
- 2012年10月、店舗導入から1年で1,000店舗突破

- 2013年4月、DUO「ザ クレンジングバーム」シリーズ累計出荷個数30万個突破
- 2013年5月、洗顔料 DUO「ザ フォーム」販売
- 2014年8月、次世代美容、飲むエイジングケア DUO「ザ サプリメントめぐりビューティ」リニューアル発売

- 2015年7月、ミス・ワールド オフィシャルスポンサー
- 2015年4月、エイジングケアするUV美容乳液 DUO「ザ UVエマルジョン」発売
- 2015年8月、眠っている間にハリのある滑らかな肌へ導く DUO「ザ エマルジョン」発売

- 2016年5月、DUO「ザ クレンジングバーム」シリーズ累計出荷個数100万個突破
- 2016年8月、初のヘアケアライン DUO「ザ スカルプシャンプー」「ザ トリートメント」発売
- 2017年4月、大人の素肌を美しく見せるメイクBB DUO「ザ セラムBB」発売
- 2018年8月、店舗導入から7年で5,000店舗突破
- 2018年9月、TVCM(KinKi Kids)の放映開始/DUO
- 2018年11月、ミス・ユニバースメインスポンサー

- 2019年3月、DUO「ザ クレンジングバーム」シリーズ累計出荷個数1,000万個突破
- 2019年4月、オールインワン美容液「CANADEL（カナデル）」ブランドローンチ
- 2019年3月、DUO「ザ クレンジングバーム」ブランドリニューアル
- 2019年9月、東京ガールズコレクション AUDITION 2020スペシャルパートナー
- 2019年10月、DUO「ザ クレンジングバーム」シリーズ累計出荷個数1,000万個突破

- 2020年2月、DUO「ザ クレンジングバーム」シリーズ累計出荷個数1,300万個突破
- 2020年3月、本社を虎ノ門ヒルズ森タワーに移転
- 2020年6月、DUO「ザ クレンジングバーム」シリーズ累計出荷個数1,500万個突破
- 2020年9月、敏感肌向けブランド「sitrana（シトラナ）」ブランドローンチ
- 2020年9月、TVCM(KinKi Kids)第三弾/DUO
- 2020年9月、TVCM(米倉涼子)第一弾/CANADELの放映開始
- 2020年10月、オーガニック化粧品ブランド「immuno(イミュノ)」ローンチ
- 2020年10月、東京証券取引所マザーズ上場
- 2020年12月、連結子会社としてプレミア・ウェルネスサイエンス株式会社を設立

- 2021年1月、DUO「ザ クレンジングバーム」シリーズ累計出荷個数2,000万個突破
- 2021年2月、連結子会社として蓓安美（上海）化粧品有限公司を設立
- 2021年4月、中国人消費者のビッグデータを保有するテンセント（騰訊控股）と中国市場での売上拡大に向けた越境型ソーシャルEC合同プロジェクトを実現するため、戦略提携を締結[1]
- 2021年7月、Beauty×AIを軸にAI肌診断技術を有する株式会社Noveraへ出資[2]
- 2021年9月、DUO「ザ クレンジングバーム」シリーズ累計出荷個数3,000万個突破
- 2021年11月、女性活躍推進法に基づく優良企業認定 「えるぼし」最高位の 3 つ星を取得[3]
- 2021年12月、「CANADEL」オールインワンシリーズ累計300万個突破

- 2022年3月、ヘアケアブランド「clayence（クレイエンス）」ブランドローンチ
- 2022年4月、東京証券取引所の市場区分見直しに伴い、株式を東京証券取引所グロース市場へ移行
- 2022年4月、メンズスキンケアブランド「DUO MEN（デュオメン）」ローンチ
- 2022年5月、「CANADEL」オールインワンシリーズ累計400万個突破
- 2022年6月、プレミア・ウェルネスサイエンス株式会社、Lexaria Bioscience Corp. (Nasdaq：LEXX) とDDS技術DehydraTECH™の再実施権付き独占的実施許諾契約締結[4]
- 2022年7月、プレミア・ウェルネスサイエンス株式会社より、CBDをコア成分とした「Ko(コー)」ブランドローンチ[5]
- 2022年7月、オンライン診療サービス「Oops（ウープス）」を展開する株式会社SQUIZへ出資[6]
- 2022年8月、DUO「ザ クレンジングバーム」シリーズ累計出荷個数4,000万個突破
- 2022年9月、プレミア・ウェルネスサイエンス株式会社より、東京大学と共同研究を行い、スキンケアに特化した独自の歯髄幹細胞培養上清液「ENGY ステムS」をコア成分としたスキンケアブランド「Reinca (レインカ)」ローンチ[7]
- 2022年9月、「CANADEL」オールインワンシリーズ累計500万個突破

- 2023年1月、インナーケアブランド「SINTO(シントー)」ブランドローンチ
- 2023年1月、株式会社ベネクスを連結子会社化[8]
- 2023年2月、インナーケアブランド「X（エックス）」ブランドローンチ
- 2023年3月、「健康経営優良法人 2023」認定[9]
- 2023年4月、clayence「クレイスパ カラートリートメント」がヘアカラートリートメントブランド別売上ランキングNo.1※[10]を獲得
- 2023年4月、DUO MEN（デュオメン）初のヘアケアアイテム「デュオメン ザ 薬用オールインワンシャンプー」を発売
- 2023年8月、ビタミンスキンケアケアブランド「C+mania(シーマニア)」ブランドローンチ
- 2023年9月、新 CI（コーポレート・アイデンティティ）制定[11]
- 2023年9月、中期経営計画「2024-2027 +Beyond」[12]策定
- 2023年10月、SINTO（シントー）のリポソームシリーズ２商品が2023年国際的権威のある国際品質評価機関「モンドセレクション」で金賞を初受賞[13]
- 2023年11月、プレミア・ウェルネスサイエンス株式会社を吸収合併（簡易合併・略式合併）[14] [15]
- 2023年11月、本社を虎ノ門ヒルズステーションタワーに移転[16]
- 2024年1月、伊勢丹新宿店 本館地下2階 ビューティアポセカリーにてReinca（レインカ）を常設展開
- 2024年3月、VENEX（ベネクス）のブランドアンバサダーにイモトアヤコを起用[17]
- 2024年3月、「健康経営優良法人 2024」認定[18]
- 2024年4月、DUO「ザ クレンジングバーム」シリーズ累計出荷個数5,000万個突破[19]
- 2024年10月、CANADEL（カナデル）のブランドキャラクターに木村拓哉を起用[20]
- 2024年11月、VENEX（ベネクス）より、冨永愛出演の初テレビCMを放映開始[21]
- 2024年11月、VENEX（ベネクス）より、ナノプラチナベースのオリジナル鉱物素材を配合した、VITALISEシリーズを新発売[22]
- 2025年1月、DUO「ザ クレンジングバーム」シリーズリニューアル[23]
- 2025年3月、「健康経営優良法人 2025」認定[24]
- 2025年3月、DUO「ザ クレンジングバーム」シリーズ累計出荷個数5,500万個突破[25]
- 2025年9月、ファスト美容医療スキンケアケアブランド「Lalaskin（ララスキン）」ブランドローンチ[26]

## 役員
- 代表取締役 - 松浦清
- 取締役
  - 取締役 常務執行役員 CFO　伊藤 洋一郎
  - 社外取締役　福本 拓元
  - 社外取締役　堺 咲子
- 常勤監査役
  - 石原 基康
- 監査役（非常勤）
  - 井出 彰
  - 近藤 陽介

## 拠点
- 本社：東京都港区虎ノ門2-6-1 虎ノ門ヒルズステーションタワー34階
- 事務所：埼玉県さいたま市大宮区
- 蓓安美（上海）化粧品有限公司：中国上海市静安区
- 株式会社ベネクス：神奈川県厚木市中町4-4-13 浅岡ビル4F

## 事業
- アンチエイジング事業：スキンケア、ヘアケア、インナーケア等の製造・販売事業で、DUO（デュオ）、CANADEL（カナデル）、clayence（クレイエンス）等のブランドを展開

- リカバリー事業：リカバリーウェア等の製造・販売事業で、VENEX（ベネクス）を連結子会社の株式会社ベネクスを通じて展開

## ブランド
- DUO（デュオ）
  - クレンジングバーム、洗顔料・石鹸、美容液、化粧水・乳液、クリーム、メイク、ヘアケア、家庭用美顔器等のカテゴリーを展開
- CANADEL（カナデル）
  - オールインワン
    - プレミアムな最高峰のケア「カナデルプレミアムゼロ」
    - ゆらぎ敏感肌ケア（医薬部外品）「カナデルプレミアバリアフィックス」
    - 美白ケア（医薬部外品）「カナデルプレミアホワイト」
    - ハリケア、シワ改善（医薬部外品）「カナデルプレミアリフト」
    - 毛穴目立ちケア「カナデルプレミアバランサー」

  - スペシャルケア
    - 目元ケア「カナデル エフェクト アイクリーム リフト」
    - 美顔器「カナデルビューティートレーナー
- clayence（クレイエンス）
  - カラーケアシリーズ
    - 泡状白髪カラー/ダメージ補修 / しっかり染色（医薬部外品）「クレイスパクイックカラー」
    - カラーリング／ダメージ補修／カラー維持「クレイスパカラートリートメント」
    - 髪・地肌ケア ／ ダメージ補修 ／ カラー維持「クレイスパカラーケアシャンプー」
    - ハイダメージ補修／うねり抑制／カラー維持「クレイスパ マスク リペア＆カラーキープ」
    - 集中リペア／カラー補正／スタイリング「クレイスパリペアカラーオイル」
    - カラーリング／カラー補正「【限定品】クレイスパヘアカラーマスカラ」

  - スカルプケアシリーズ
    - 育毛ケア /頭皮ケア /毛髪ケア（医薬部外品）「クレイスパ 薬用育毛剤　ヘアグロウ」
    - ボリュームケア /ハリ・コシケア /地肌ケア（医薬部外品）「クレイスパ薬用スカルプシャンプーボリュームケア」
    - ボリュームケア /ハリ・コシケア /ダメージ補修（医薬部外品）「クレイスパ薬用リペアトリートメントボリュームケア」
- sitrana（シトラナ）
  - スキンケア
    - クリーム、ローション、クレンジング・洗顔料、マスク・スペシャルケア、ボディケア、美容液等のカテゴリーを展開

  - メイクアップ
    - 化粧下地「シカプロテクト UVプライマー」
- DUO MEN（デュオメン）
  - 洗顔料「ザ ウォッシュバーム」
  - 化粧水「ザ オールインワン ローション」
  - ジェル状美容液（医薬部外品）「ザ 薬用オールインワン ジェル」
  - 日焼け止めジェル「ザ UVプロテクター」
  - シャンプー（医薬部外品）「ザ 薬用オールインワン シャンプー」
- Reinca（レインカ）
  - プレケア
    - 二層式クレンジング「Reinca リズムトリートメント デュアルリペアクレンジング」
    - 泡状洗顔料「Reinca リズムトリートメント ムースウォッシュ」

  - チャージケア
    - ローション状化粧液「Reinca ステムトリートメント ローションセラム」
    - 美容液「Reinca ステムトリートメント デュアルリペアセラム」

  - 集中ケア
    - シート状美容液「Reinca ステムトリートメント ニードルセラム」
- SINTO（シントー）
  - リポソームNMNサプリメント（顆粒品）「SINTO リポソーム NMN」
  - リポソームビタミンCサプリメント（顆粒品）「SINTO リポソーム ビタミンC」
- C+mania（シーマニア）
  - 美容液（医薬部外品）「C+mania薬用パワーセラムC+5」
  - 美容液「C+maniaパワーセラムC+30」
  - 洗顔料（医薬部外品）「C+mania薬用パワークリアC+」
- Lalaskin（ララスキン）
  - 白玉ピーリングジェル洗顔
  - 水光シャワーミスト
- VENEX（ベネクス）　株式会社ベネクスにて取り扱い
  - リカバリーウェア
    - STANDARD DRY+(スタンダードドライ＋)
    - COMFORT PUNCH SETUP(コンフォートポンチセットアップ)
    - RECOVERY DAYS(リカバリーデイズ)
    - REFRESH(リフレッシュ)

  - VITALISEシリーズ
    - ゲル「VITALISE GEL（バイタライズゲル）」
    - 入浴剤「VITALISE BATH（バイタライズバス）」

- Ko（コー）
  - サプリメント
    - 睡眠サプリメント「Ko CBDサーカディアンサプリメント」

  - スキンケア
    - 部分ケア「Ko サーカディアンフェムパッチ」
    - ボディクリーム「Ko サーカディアンボディバーム」
- X（エックス）
  - 機能性表示食品「X2 BURN® エックストゥー バーン®」
  - 機能性表示食品「X4 SLIM® エックスフォー スリム®」

## TVCM
DUO（デュオ）
- 新木優子（2023年11月8日  - ）
  - 「DUO YOUR BEST」篇／15秒Ver.
  - 「DUO YOUR BEST」篇／30秒Ver.
  - 「DUO YOUR BEST」篇メイキング
  - 「DUO YOUR BEST」篇インタビューVol.1
  - 「DUO YOUR BEST」篇インタビューVol.2
  - 「バームがもう一度生まれ変わる」篇／15秒Ver.

CANADEL（カナデル）
- 木村拓哉（2024年10月23日 - ）
  - 「解き放つ人」篇／15秒Ver.
  - 「解き放つ人」篇／30秒Ver.
  - 「解き放つ人」篇メイキング

clayence（クレイエンス）
- 檀れい（2022年 - ）
  - 「髪を見てクレイ」篇／15秒ver.
  - 「おどろいてクレイ」篇／15秒ver.
  - 「ダメージ補修」篇
  - 「ツヤがでる」篇

VENEX（ベネクス）
- 冨永愛（2024年11月1日 - ）
  - 「冨永愛は、VENEX。」篇／15秒ver.
  - 「冨永愛は、VENEX。」篇／30秒ver.
  - 「冨永愛は、VENEX。」インタビュー篇／70秒ver.

### 過去
DUO（デュオ）
- KinKi Kids（2019年 - 2023年）
- 岸優太（King & Prince）（2020年 - 2023年）

CANADEL（カナデル）
- 米倉涼子（2020年 - 2021年）
- 吉瀬美智子（2021年 - 2024年）
- 広瀬アリス（2021年 - 2023年）